# 馬扎布卡
15°52′S 27°46′E / 15.867°S 27.767°E

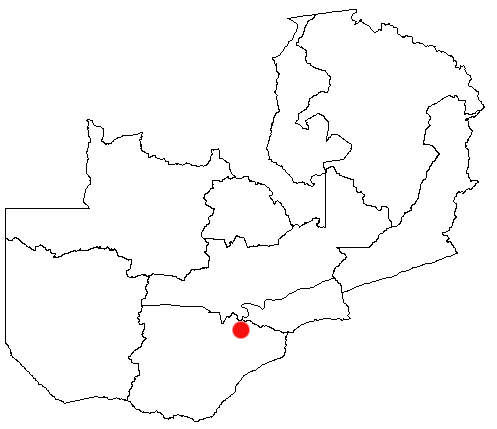

馬扎布卡（英語：Mazabuka），是贊比亞的城鎮，位於該國南部，由南部省負責管轄，是馬扎布卡縣的首府，處於首都盧薩卡以西150公里，海拔高度1,200米，2000年人口47,148。